# Tilly-Capelle
 Tilly-Capelle  es una población y comuna francesa, situada en la región de Norte-Paso de Calais, departamento de Paso de Calais, en el distrito de Arras y cantón de Heuchin.

## Demografía
| 179 | 173 | 156 | 166 | 180 | 157 |
| Para los censos de 1962 a 1999 la población legal corresponde a la población sin duplicidades (Fuente: INSEE [Consultar]) |     |     |     |     |     |